# Регионална политика на Европейския съюз
Регионалната политика на Европейския съюз нарична още кохезионна политика се стреми да подобри икономическото състояние на определени региони в съюза.
Договорната основа на тази политика е Глава XVII от Договора за Европейска общност. Около една трета от целия бюджет на Европейския съюз се отделя за финансирането на тази програма чиято главна цел е да намали икономическите различия между отделните региони в страните членки. Тя прехвърля ресурси от по-богатите към по-бедните региони на ЕС като едновременно подпомага икономическата интеграция и е инструмент на финансова солидарсност.

## Цели

#### Солидарност и сближаване
Целите на регионалната политика на ЕС е постигане на пълния потенциал на всеки регион. Също така подобряване на конкурентоспособността и заетостта чрез инвестиране на регионално равнище, допринасяне за възможно най-бързо повишаване на жизнения стандарт в присъединилите се към ЕС през 2004 г. и след това страни до средното за Съюза равнище.

#### Причини за неравенство
Най-вероятните причини за изоставане са затруднения дължащи се на географска отдалеченост или слаба населеност, социални и икономически промени от близкото минало, последици от предишни икономически планирания.
Ефектът от тези неблагоприятни условия е изразен във високо равнище на безработица, недоразвита инфраструктура и др.

#### Програма за стимулиране
За периода от 2007-2013 на регионалното финансиране се пада една трета от бюджета на ЕС или около 347 млрд. евро. Парите идват от три различни източника в зависимост от региона на финансиране:
- Европейски фонд за регионално развитие (ЕФРР)
- Европейски социален фонд (ЕСФ)
- Кохезионен фонд

#### Изразходване на средствата
Средства за регионална политика се разпределят и инвестират в региони от ЕС в съответствие с целите на „Европа 2020“
Най-големи средства се инвестират в страните членки от Централна и Източна Европа. Целта е да се превъзмогне кризата и по-бързо предоставяне на финансиране.